# Sirente-Velino
Il Sirente-Velino (o anche Velino-Sirente) è il terzo massiccio montuoso per altezza dell'Appennino continentale dopo Gran Sasso e Maiella, situato nell'Appennino centrale abruzzese, di cui occupa la dorsale centrale fra quella dei Monti della Laga e il Gran Sasso a nord-est e la serie dei Monti Carseolani, Monti Simbruini, Monti Cantari e Monti Ernici ad ovest, compreso nella maggior parte nell'Abruzzo occidentale (provincia dell'Aquila) ed una piccola parte ad ovest nel Lazio (Cicolano), raggiungendo l'altezza massima con il Monte Velino (2.487 m). La catena ospita al suo interno l'omonimo parco naturale regionale Sirente-Velino.

## Geografia

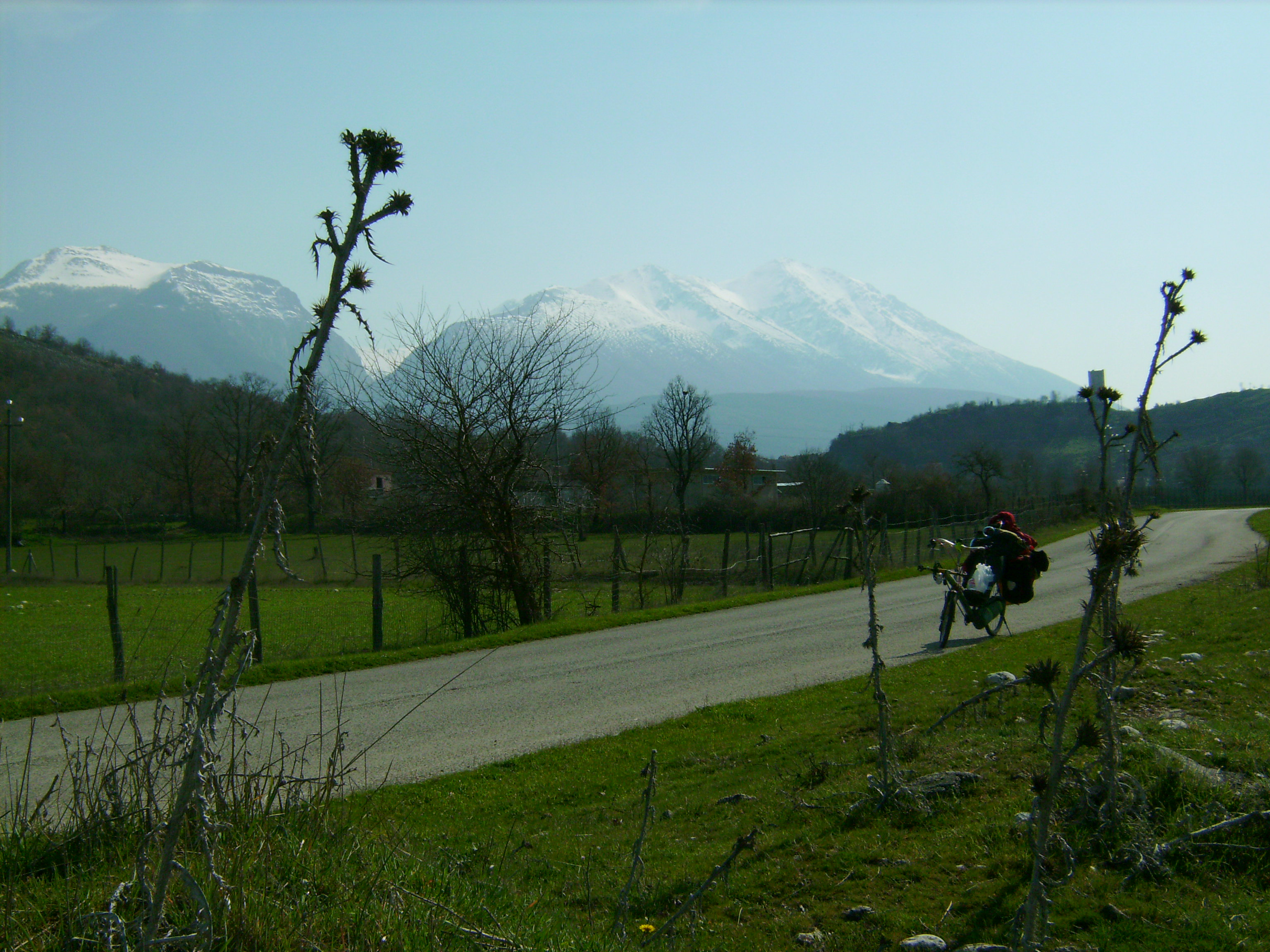
Monte Velino (versante ovest) (dx) e Monti della Duchessa (sx) da Torano di Borgorose

### Geomorfologia
Il gruppo montuoso, di circa 40 km di lunghezza, 20 di larghezza massima e oltre 100 km di perimetro, ha un'orografia piuttosto articolata composta da diversi gruppi montuosi, separati da profonde valli ed altopiani, con i due gruppi principali rappresentati dal Velino a ovest e dal Sirente ad est, separati centralmente dall'altopiano delle Rocche. È delimitato a nord-est dalla Valle Subequana, la valle dell'Aterno e la conca aquilana, a nord-ovest da quella del Salto e a sud-ovest dalla piana del Fucino, a sud-est dalla Valle Peligna, a nord-ovest si trovano i gruppi montuosi minori del Monte Cava-Monte San Rocco e del Monte Nuria (Monti del Cicolano), che ne costituiscono il collegamento geomorfologico con il massiccio del Terminillo (Monti Reatini), mentre a sud-est si trova invece il massiccio della Maiella.

### Orografia

#### Sottogruppi
Il gruppo del Velino a sua volta è composto da una serie di sottogruppi: il principale, ove sono le cime più elevate, è quello composto dal Monte Velino vero e proprio e dal vicino Monte Cafornia, a nord-ovest di questi si trova il sottogruppo dei Monti della Duchessa, separato dal Monte Velino dalla Valle di Teve, mentre ad est si trova il sottogruppo dei Monti della Magnola, a nord si trova infine il sottogruppo dei Monti di Campo Felice. Il gruppo del Sirente ha una conformazione più semplice essendo composto da due soli sottogruppi: il Monte Sirente ed il Monte Tino (Serra di Celano), separati fra loro dalle Gole di Aielli-Celano.

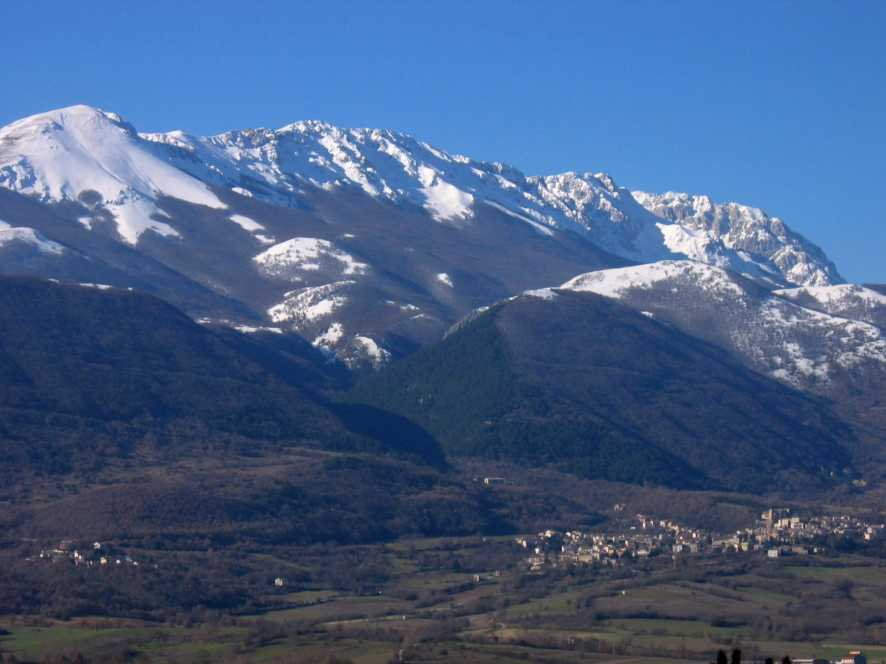
Monte Sirente (versante est) da Castel di Ieri

Montagne della Duchessa
Questo sottogruppo è delimitato a nord-ovest dalla Valle Amara, che lo separa dal gruppo montuoso Monte San Rocco-Monte Cava, ed a sud-est dalla valle di Teve che lo separa dal Velino. Si trova interamente nel territorio del Lazio e le principali cime sono: Murolungo, Monte Morrone, La Torricella, Punta dell'Uccettu e il Costone occidentale (2239 m) che è la vetta più alta. Il Murolungo (2184 m), la seconda cima maggiore, si trova nella parte meridionale e sul versante a sud presenta una parete di roccia selvaggia e scoscesa che cade quasi a picco nella Val di Teve. Il versante nord invece digrada più dolcemente verso il Lago della Duchessa. A nord-ovest del lago si trova il Monte Morrone (2141 m), mentre a nord-est la punta dell'Uccettu. A nord-est del Monte Morrone si trova il Monte Ginepro (1934 m), che domina la sottostante valle dell'Asino ricoperta in gran parte da boschi. A est del Morrone si trova il monte Torricella (2071 m), una cresta lunga e panoramica, con orientamento nord-ovest sud-est che sovrasta la valle Morretana al confine con il sottogruppo dei Monti di Campo Felice. All'altezza del Monte Puzzillo, la dorsale della Torricella piega prima verso sud a formare il Costone (2270 m) e poi a est con la cima Vena Stellante, che segna il confine est con i Monti di Campo Felice, a sud con quelli della Magnola, a ovest con il massiccio del Velino.
Velino - Cafornia
Questo sottogruppo è delimitato a nord e nord-ovest dalla Valle di Teve, che lo separa dai Monti della Duchessa, a est e nord-est dalla Valle di Majelama, che lo separa dai Monti della Magnola, ed a sud dalla piana del Fucino. La cima principale è il Monte Velino (2487 m) che si alza con una prominenza di 1385 m sopra la piana del Fucino. A est del Velino è posto Pizzo Cafornia (2424 m), la seconda vetta della catena, separata dal Monte Velino da una canalone detto Canalino. A ovest del Velino le cime minori del Costognillo (2339 m) e poi lungo la costa a scendere verso la Val di Teve: Monte di Sevice (2331 m) e il Monte Rozza (2064 m). A nord del Velino e Cafornia, il Monte Il Bicchero (2161 m) che separa la valle di Teve dalla valle Majelama.

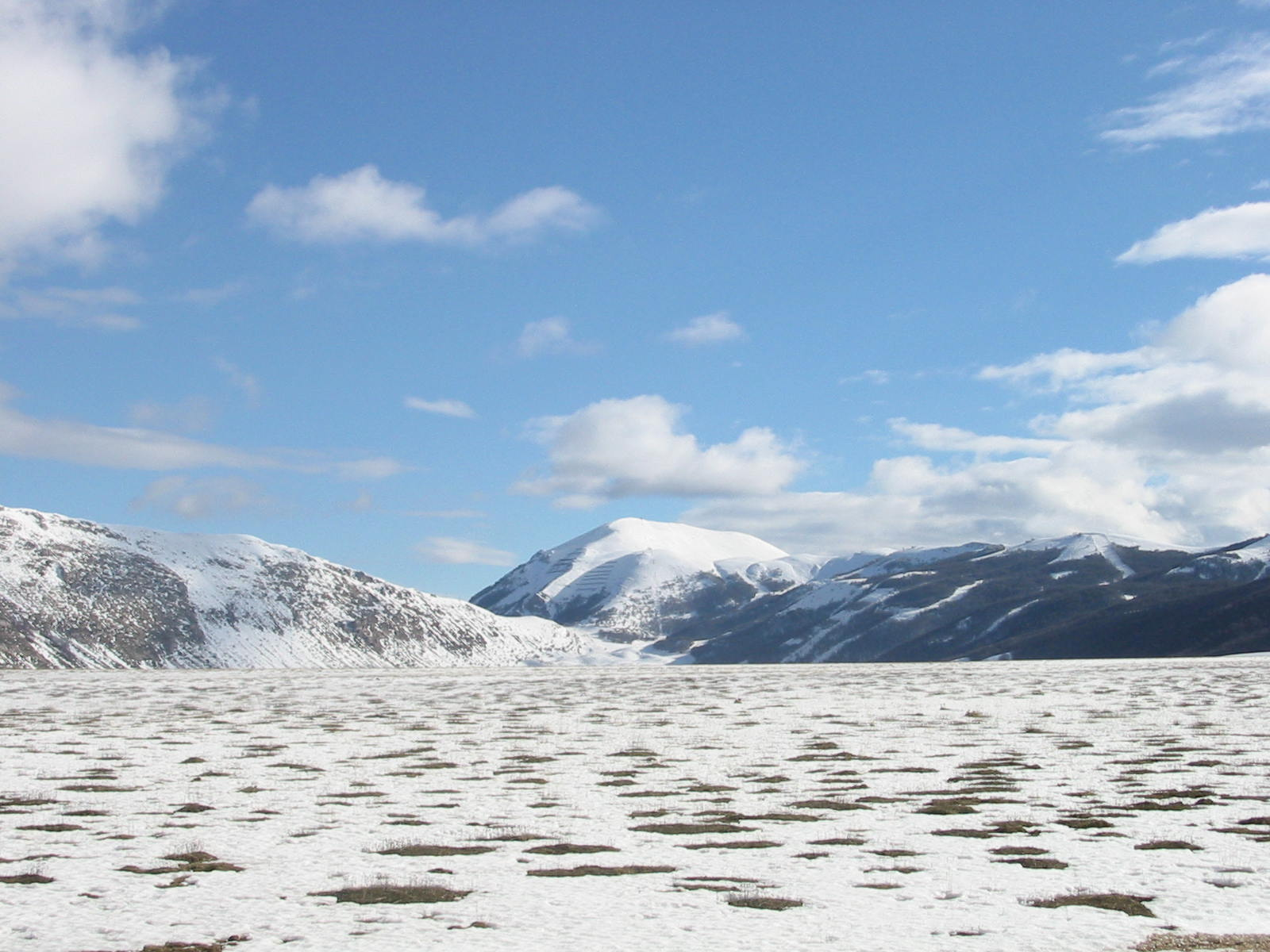
Monti di Campo Felice
Si trovano nell'area settentrionale del gruppo e circondano l'omonima Piana di Campo Felice con la relativa stazione sciistica. Nella parte a sud si trova il Monte Puzzillo (2174 m) e proseguendo verso nord-ovest il Monte Cornacchia (2010 m) ed il Monte Fratta (1878 m) fino ad arrivare al Valico della Chiesola di Lucoli (1656 m) che separa la piana di Campo Felice da Tornimparte. A nord del Valico della Chiesola si trova il Monte Orsello (2043 m). A est dell'Orsello, il Monte Cefalone (2142 m) che delimita a nord l'altopiano di campo Felice, compreso all'interno del gruppo del Monte Ocre - Monte Cagno che forma il limite settentrionale della catena del Sirente Velino. A sud-est del Cefalone si trova il Monte Rotondo, sulle cui pendici nord-occidentali sorge la stazione sciistica di Campo Felice, e le creste di Serralunga, Cisterna, Colle del Nibbio, Punta dell'Azzocchio, Cimata di Pezza e Cimata del Puzzillo fino a ricongiungersi a Capo di Pezza.
Monti della Magnola
Si trovano fra il gruppo del Velino-Cafornia ed il Monte Sirente, separati dai primi dalla Valle Majelama e dal secondo dall'altopiano delle Rocche. Sono delimitati a nord dai Piani di Pezza ed a sud dalla Piana del Fucino. Sono formati dalla catena della Magnola a sud e dal Costone della Cerasa e la catena di Capo di Pezza a nord. La catena della Magnola culmina con il Monte Magnola (2222 m), il versante est e nord-est è piuttosto ripido ed ospita nella parte orientale la stazione sciistica di Ovindoli, mentre il versante meridionale digrada in modo più dolce verso il borgo di Forme. A nord si trova il Costone della Cerasa che delimita a sud l'altopiano dei Piani di Pezza. La vetta più alta del costone è la Costa della Tavola (2182 m). Spostato un po' a sud-ovest rispetto al costone si sviluppa la catena di Capo Pezza. Vi troviamo nell'ordine (da sud-est a nord-ovest): Capo di Pezza (2201 m), Vena Stellante (2271 m), Punta Trieste (2230 m), Punta Trento (2243 m) che è la cima più alta e la catena termina a ovest con il Colle dell'Orso al confine con il massiccio del Velino.

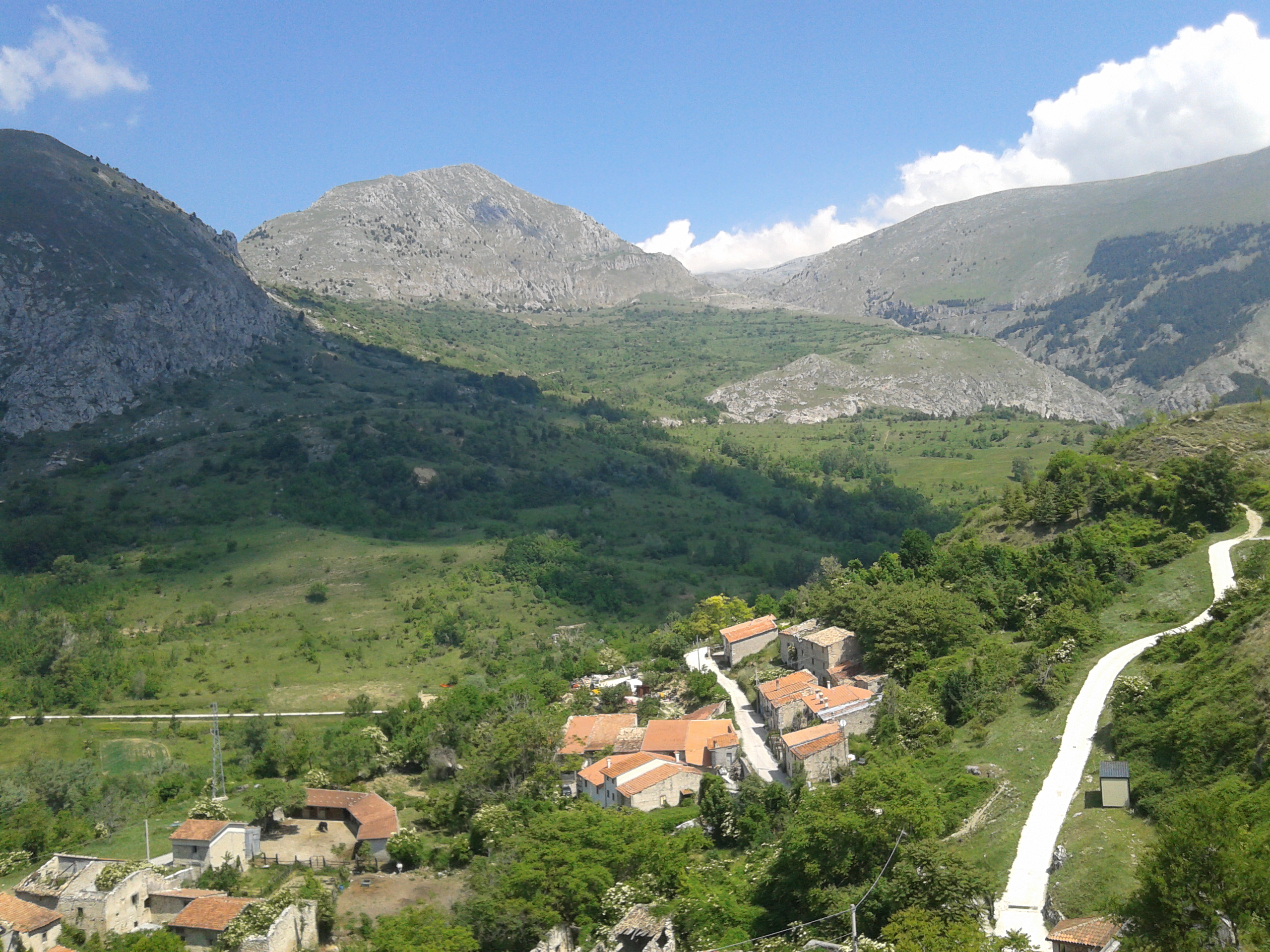
Monte Tino (a sx) e cresta del Monte San Nicola (a dx) visti da Aielli Alto

Gruppo del Sirente
Il gruppo del Sirente si trova ad est del gruppo del Velino da cui è separato dall'Altopiano delle Rocche; si sviluppa per circa 20 km di lunghezza in direzione nord-ovest sud-est, fra la frazione di Rovere sul suddetto altopiano, fino al passo di Forca Caruso. Il gruppo è formato da due sottogruppi; il massiccio del Sirente e la Serra di Celano. Le principali cime del Sirente sono ( da nord a sud): Monte di Mandra Murata (1949 m), Punta Macerola (2258 m), Monte Sirente (2348 m), Montagna di Canale (2207 m), Monte San Nicola (2012 m). Il Monte Tino, detto Serra di Celano, si trova a sud-ovest rispetto al Sirente. La punta principale è a sud (1923 m) e sovrasta l'abitato di Celano sviluppandosi in direzione est-ovest, il crinale volge poi verso nord a formare la Serra dei Curti. Fra la Serra di Celano ed il Sirente si trovano le Gole di Aielli-Celano che proseguono in direzione ovest nella Val d'Arano che sfocia nella più ampia piana di Ovindoli. A ovest della Serra dei Curti si trovano due cime minori: il Monte Faito (1704 m) ed il Pizzo di Ovindoli (1504 m).
Gruppi montuosi di Monte Ocre-Monte Cagno e di Monte Orsello-Monte Puzzillo
Rappresentano rispettivamente le dorsali nord-orientali e settentrionali della catena, posti rispettivamente a nord-est e a nord dei Monti di Campo Felice e a est delle Montagne della Duchessa

#### Rilievi principali
Le principali vette della catena Velino-Sirente sono:

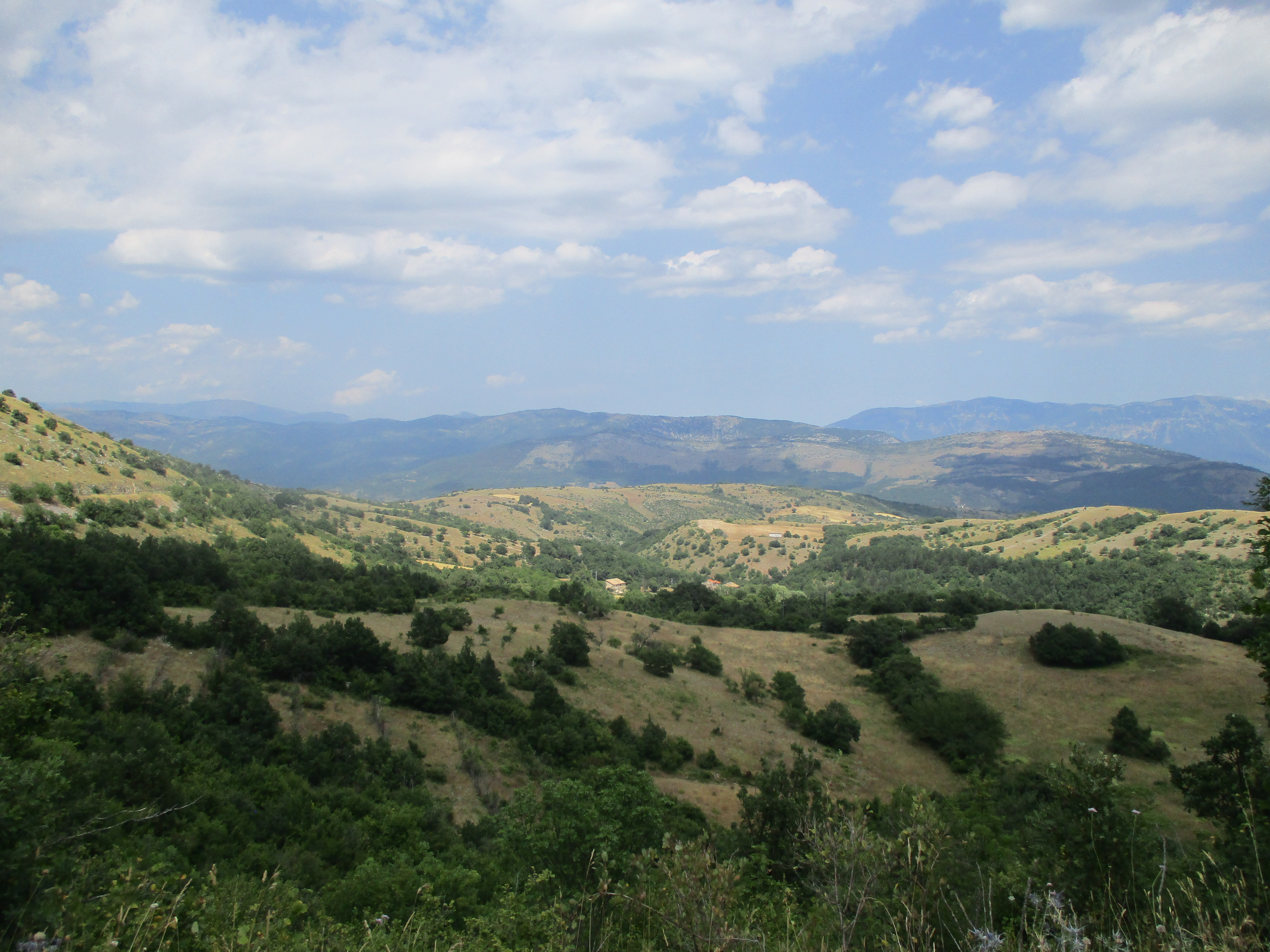
Veduta del gruppo montuoso dal valico di Forca Caruso

| Monte Velino                 | m. 2487 |
| Monte Cafornia               | m. 2424 |
| Monte di Sèvice              | m. 2355 |
| Monte Sirente                | m. 2349 |
| Monte Costone                | m. 2274 |
| Punta Trento                 | m. 2243 |
| Punta Trieste                | m. 2230 |
| Monte Magnola                | m. 2222 |
| Monte d'Ocre                 | m. 2204 |
| Murolungo                    | m. 2184 |
| Costa della Tavola           | m. 2182 |
| Monte Puzzillo               | m. 2174 |
| Monte Cagno                  | m. 2153 |
| Monte Cefalone               | m. 2142 |
| Monte Morrone                | m. 2141 |
| Costone della Cerasa         | m. 2119 |
| La Torricella                | m. 2071 |
| Monte Rozza                  | m. 2064 |
| Monte Rotondo                | m. 2064 |
| Monte Orsello                | m. 2043 |
| Monte San Nicola             | m. 2012 |
| Monte Tino (Serra di Celano) | m. 1923 |

### Ambiente
Nel territorio sono presenti tre aree naturali protette a tutela della sua biodiversità: il parco naturale regionale Sirente-Velino, la riserva regionale Montagne della Duchessa e la riserva naturale Monte Velino.

### Rifugi
Sul territorio del gruppo si trovano diversi rifugi, alcuni gestiti da strutture pubbliche, altri di privati. Di seguito una lista (non esaustiva).
- Rifugio Vincenzo Sebastiani: si trova a 2102 m. sul Colletto di Pezza, all'interno del comune di Rocca di Mezzo, è gestito dal CAI di Roma. Data la sua posizione vi si incrociano vari sentieri CAI che permettono l'accesso sia ai Monti della Duchessa, che a varie cime del gruppo del Velino.
- Rifugio Capanna di Sevice: si trova nel gruppo del Velino, sul monte di Sevice, a 2119 m. lungo il sentiero CAI 3 che porta da Santa Maria in Valle Porclaneta al Monte Velino. Il rifugio è attrezzato ed è gestito dal Gruppo Escursionisti monte Velino di Magliano de' Marsi.
- Rifugio Telespazio: si trova sul Monte Magnola, a 1980 m. lungo il sentiero CAI 9A. È arredato con diversi posti letto. È gestito dal CAI di Avezzano.
- Rifugio Italo Magrini-Gigi Panei: dedicato al documentarista Italo Magrini e alla guida alpina Gigi Panei, si trova a 2178 m. sul Monte Magnola. Si trova in cattivo stato ed è scarsamente arredato.
- Rifugi Le Caparnie (o Le Capannie): si trova a 1700 m, sui Monti della Duchessa, tra il Murolungo ed il Morrone, lungo il sentiero CAI 2B che porta da Cartore al Lago della Duchessa. Si tratta di piccoli edifici in muratura, non arredati, a uso dei pastori della zona.
- Rifugio Forestale di Campitello: si trova sui Monti della Duchessa, a 1720 m in una vallata a nord della Punta dell'Uccettu. È raggiungibile con il sentiero CAI 1F che parte dal Prato Capito e attraversa i Prati di Cerasolo e si inoltra nella Valle Quartarone. È un ex edificio della Forestale in muratura privo di arredi.
- Rifugio la Vecchia: si trova sulla cresta nord-ovest del Monte Sirente, a 1900 m. Non segnato sulle carte, è attrezzato con posti letto, stufa e altri arredi.

### Comuni interessati

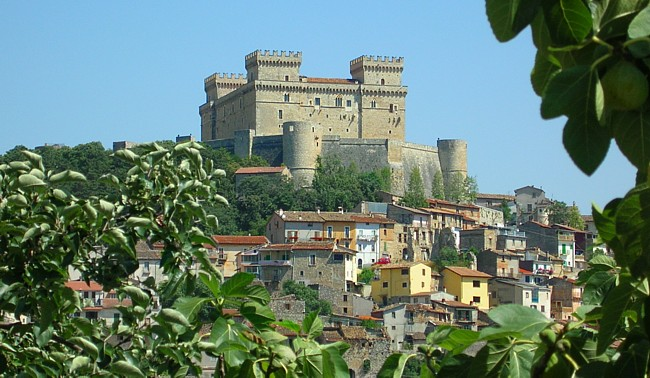
Celano e il Castello Piccolomini

Il territorio della catena interessa i seguenti comuni:
- L'Aquila
- Lucoli
- Ocre
- Rocca di Cambio
- Rocca di Mezzo
- Ovindoli
- Secinaro
- Castelvecchio Subequo
- Gagliano Aterno
- Castel di Ieri
- Collarmele
- Aielli
- Celano
- Massa d'Albe
- Magliano dei Marsi
- Borgorose